# Columnea suffruticosa
Columnea suffruticosa är en tvåhjärtbladig växtart som beskrevs av J.F. Smith och L.E. Skog. Columnea suffruticosa ingår i släktet Columnea och familjen Gesneriaceae. Inga underarter finns listade i Catalogue of Life.